# Ivančna Gorica
Ivančna Gorica là một khu tự quản (tiếng Slovenia: občine, số ít – občina) trong vùng Osrednjeslovenska của Slovenia. Ivančna Gorica có diện tích 227 km2, dân số là theo điều tra ngày 31 tháng 3 năm 2002 là 13567 người. Thủ phủ khu tự quản Ivančna Gorica đóng tại Ivancna Gorica.